# Trigonidium obscuripennis
Trigonidium obscuripennis är en insektsart som först beskrevs av Lucien Chopard 1957.  Trigonidium obscuripennis ingår i släktet Trigonidium och familjen syrsor. Inga underarter finns listade i Catalogue of Life.